# Michael John Woods
Michael John Woods (* 16. August 1934; † 2. April 1993 in Oxford) war ein britischer Philosoph und Philosophiehistoriker.
Woods studierte seit 1953 an der University of Oxford classics bei Maurice Platnauer (Classical Honour Moderations und Greats) und anschließend Philosophie (B. Phil.) bei Henry Price. Anschließend hatte er eine Senior Scholarship am Merton College inne, danach eine Stelle in Forschung und Lehre an Christ Church. Von 1961 bis 1993 war er Official Fellow und Tutor in Philosophy am Brasenose College. Dort war John Lloyd Ackrill sein Kollege.
Auf philosophischer Seite arbeitete Woods im Wesentlichen zur philosophischen Logik und zur Metaphysik. Eine Monographie zu den Conditionals blieb unvollendet und wurde postum herausgegeben. Auf philosophiehistorischer Seite veröffentlichte er verschiedene kleine Schriften zu Platons Staat sowie zur Ethik und Metaphysik des Aristoteles. Sein Hauptwerk in dieser Hinsicht ist jedoch die Übersetzung der Bücher I, II und VIII der Eudemischen Ethik für die Clarendon Aristotle Series.

## Schriften (Auswahl)
- Aristotle’s Eudemian Ethics: Books I, II, and VIII. Clarendon Press 1982, 2. Auflage 1992.
- (Hrsg., mit Julia Annas): A Festschrift for J. L. Ackrill. Oxford University Press, Oxford 1986 (Oxford Studies in Ancient Philosophy).
- Conditionals. Edited by David Wiggins. With a commentary by Dorothy Edgington. Oxford University Press, Oxford 1997. – Rezension von Scott Sturgeon, in: Mind, New Series, Bd. 109, Nr. 433 (2000), S. 179–183 online.
- Four Prague lectures and other texts. Petr Rezek, Prag 2001.